# Mephisto (regény)
A Mephisto Klaus Mann hatodik regénye, amely 1936-ban jelent meg az amszterdami Querido kiadónál. Az első németországi kiadásra csak 1956-ban a kelet-berlini Aufbau-Verlagnál került sor. A regény Hendrik Höfgen színész kétes karrierjéről szól, illetve színészi és társadalmi felemelkedéséről a Harmadik Birodalomban, és ezen keresztül egy tipikus jelenséget mutat be: a német szellem behódolását a nemzetiszocializmusnak.

## Keletkezése
1933 márciusában Klaus Mann emigrációba vonult, mert íróként Hitler hatalomra jutása után politikai üldözésnek volt kitéve. Amszterdamban a nemzetiszocializmus-ellenes emigráns újság, a Die Sammlung munkatársa volt. Barátja és kiadója, Fritz Helmut Landshoff egy „valóban generózus ajánlatot“ tett neki, amint azt Klaus Mann írta anyjának 1935. július 21-én.  Havi járandóságot kapott a következő regénye megírására, noha sem a tartalom, sem a cím nem volt még rögzítve. Klaus Mann úgy tervezte, hogy egy utópisztikus regényt ír, amely „a szétrombolt és anarchisztikus Európában játszódnék – kétezer év múlva”. Hermann Kesten író állt elő a javaslattal, hogy dolgozza fel Gustaf Gründgens színházi intendáns alakját és írja meg „egy homoszexuális karrierista regényét a Harmadik Birodalomban.“ A regénynek társadalomkritikai szemléletűnek kellett lennie és sok szatirikus elemet kellett tartalmaznia.
Klaus Mann testvére, Erika rövid házasság után 1929-ben vált el Gründgenstől. Az író volt sógora színészként, rendezőként és intendánsként üstökösszerű karriert futott be a Harmadik Birodalomban Hermann Göring pártfogoltjaként, ezért Klaus Mann habozott abban a tekintetben, hogy a regény „szatíra legyen bizonyos homoszexuális alakok ellen“, amint azt Kesten javasolta, de a téma izgatta. Az opportunista Hendrik Höfgennek volt egy elődje Mann műveiben: Gregor Gregori az 1932-ben megjelent Találkozás a végtelenben (Treffpunkt im Unendlichen) című regényében hasonló jellemvonásokkal rendelkezett. A Mephisto 1936-ban jelent meg, de homoszexuális vonatkozások nélkül, és világszerte figyelmet keltett.
Máig vita tárgya, hogy a Mephisto kulcsregénynek tekinthető-e. Mindenesetre amikor kiadás előtt a Pariser Tageszeitung előzetest közölt belőle, kulcsregényként mutatták be, és az olvasók így értelmezték. Klaus Mann, aki nem tekintette a művét kulcsregénynek, az esetleges pertől félő Landshoff nyomására táviratban kért helyesbítést az újságtól Nem kulcsregény. Egy szükséges magyarázat címmel. „Tiltakoznom kell – az önök lapjának méltósága érdekében, az olvasók érdekében, akik túlságosan is igényesek ahhoz semhogy ‚kulcsregénnyel‘ szórakoztassák őket, és végül saját méltóságom érdekében. […] Itt nem egy portréról, hanem egy szimbolikus típusról van szó – az olvasó fogja megítélni, hogy ez egyúttal életteli, művészien szemlélt és megformált ember-e.“

## Tartalma
A regény Hendrik Höfgen színész történetét meséli el 1926-tól, a hamburgi művész-színháztól 1936-ig, amikorra az úgynevezett Új Birodalom ünnepelt csillagává vált. Höfgen elég későn, a nemzetiszocializmus korszakában paktált le a hatalommal, és a Berlini Állami Színház intendánsává nevezték ki, noha korábban még Párizsba szökött a jövendő barátai elől, mivel félt, hogy üldözni fogják kultúrbolsevista múltja miatt. Ettől az időponttól kezdve Höfgen megállapította, hogy elveszítette valódi barátai egy részét, például feleségét, Barbara Brucknert és von Herzfeld asszonyt. Visszatérve Berlinbe azonban megnyerte magának Lotte Lindenthalt, a repülőtábornok feleségét. A tábornok szintén nagyra tartotta Höfgent, mint saját játékszerét. A szenvedélyes színész Höfgen, akire mintha csak rászabták volna Mephisto szerepét Goethe Faust-jából, csak túl későn jött rá, hogy valójában alkut kötött az ördöggel: a „hatalom majma”, „gyilkosokat szórakoztató bohóc” lett belőle. Elvesztette emberi értékeit és a rendszer felfogásában osztozott, odáig jutva el, hogy egyetértett szeretőjének, a „Fekete Vénusz”-nak letartóztatásával is.

## Szereplők
| Név               | Jellemzés                                                                                                 | Társadalmi helyzet                       | Élő személyre utalás |
| ----------------- | --- | ---------------------------------------- | -------------------- |
| Hendrik Höfgen    | arrogáns és hatalomvágyó, átalakulásra képes és skrupulusmentes, noha van lelkiismerete, becsvágyó és hiú | színész, rendező, intendáns              | Gustaf Gründgens     |
| Juliette Martens  | önálló, szereti Höfgent, de az elnyomatást is (ambivalens jellem)                                         | származása miatt (színes bőrű) kívülálló | Andrea Manga Bell    |
| Dora Martin       | külföldön is sikeres színésznő                                                                            | emigráns zsidó                           | Elisabeth Bergner    |
| Nicoletta Niebuhr | Marder csodálója (apjának tekinti), művészies életstílus                                                  | színésznő                                | Pamela Wedekind      |
| Lotte Lindenthal  | kevésbé művelt, azt hiszi, hogy mindenki szereti, csak a pozitívumokat veszi észre                        | „a nemzet anyja“, az ideális nő          | Emmy Göring          |
| Barbara Bruckner  | intelligens, együttérző, saját útját járja, később politikai harcos                                       | liberális polgárság                      | Erika Mann           |
| Miniszterelnök    | pompát akar mutatni (egyenruha és drága ünnepségek), kedélyes hatást akar kelteni                         | hatalmon levő politikus                  | Hermann Göring       |

## A tilalom
Gründgens halála után fogadott fia és egyedüli örököse, Peter Gorski pert indított, hogy megakadályozza a Nymphenburger kiadót a regény megjelentetésében, azzal az indoklással, hogy a regény becsületsértő ábrázolásával megsértette Gustav Gründgens személyiségét. Míg a hamburgi tartományi bíróság  elutasította a keresetet, így a könyvet kiadhatták, a hamburgi legfelsőbb bíróság  az 1966. március 10-i ítéletében helyt az elsőfokú ítéletet hatályon kívül helyezte, és a regény kiadását megtiltotta. A kiadó fellebbezését a szövetségi legfelsőbb bíróság  az 1968. március 20-i ítéletével elutasította.
A kiadó alkotmányjogi panasza alapján a szövetségi Alkotmánybíróság az 1971. február 24-i döntésében először foglalkozott a művészi szabadság és egy külső fél alapjogai közötti viszonnyal. A konkrét esetben a bíróság megállapította, hogy általános személyiségi jogai csak élő személynek lehetnek, és hogy nem az általános, hanem post mortem (halál utáni) személyiségi jogok vonatkoznak az esetre, és ezeket értékesebbnek vélte az alkotói szabadságnál. A döntés három-három arányban született meg, ami a kereset elutasítását jelentette. A három ellene szavazó bíró közül kettő ellenvéleményt fogalmazott meg, amelyet a döntés mellékleteként hivatalosan megjelentettek. A regény 1981-ben mégis megjelent a Német Szövetségi Köztársaságban, a Rowohlt kiadónál. A művet ezelőtt is meg lehetett szerezni egyrészt az NDK-ból, ahol már 1956-ban megjelent, és hat kiadást ért meg, továbbá illegális másolatok is forgalomban voltak a könyvről.
Az irodalomtörténet azt állítja, hogy a könyvet betiltották. Ez azonban jogi szempontból nem pontos megfogalmazás. Az ítélet csak a két fél (Gorski és a Nymphenburger kiadó) viszonylatában érvényes. Ha egy másik kiadó tette volna közzé a regényt, Gorskinak ismét perelnie kellett volna. A szövetségi bíróság rámutatott az indoklásban (és ezt az Alkotmánybíróság is megerősítette), hogy a személyiségi jogok halál utáni védelme olyan mértékben csökken, ahogy a halott emlékezete elhalványul. Ezért egy 1981-ben indított per az idő múlása miatt már nem sok sikerrel kecsegtetett volna.

## A mű utóélete
- 1979-ben Ariane Mnouchkine színpadra vitte a párizsi Théâtre du Soleil-ben.
- 1981-ben Szabó István azonos címmel forgatott Oscar-díjas filmet a regényből, a főszerepben Klaus Maria Brandauerrel.

## Magyarul
- Mephisto. Regény; ford. Berend Miklósné; Magyar Téka, Bp, 1946
- Mephisto. Egy karrier regénye; ford. Lányi Sarolta; Zrínyi, Bp., 1957

## Fordítás
- Ez a szócikk részben vagy egészben  a   Mephisto (Roman) című német Wikipédia-szócikk ezen változatának fordításán alapul.  Az eredeti cikk szerkesztőit annak laptörténete sorolja fel. Ez a jelzés csupán a megfogalmazás eredetét és a szerzői jogokat jelzi, nem szolgál a cikkben szereplő információk forrásmegjelöléseként.